# 2981 Chagall
2981 Chagall eller 1981 EE20 är en asteroid i huvudbältet som upptäcktes den 2 mars 1981 av den amerikanska astronomen Schelte J. Bus vid Siding Spring-observatoriet. Den är uppkallad efter konstnären Marc Chagall.
Asteroiden har en diameter på ungefär 15 kilometer och den tillhör asteroidgruppen Themis.